# آورو بیسون
آورو بیسون (به انگلیسی: Avro Bison) یک هواپیمای ساختِ کارخانهٔ آورو در کشور بریتانیا است. نخستین استفاده‌کنندهٔ این هواپیما نیروی هوایی سلطنتی بریتانیا بوده‌است. این هواپیما در ۱۹۲۱ میلادی نخستین پرواز خود را انجام داد.